# 2. Arrondissement (Marseille)
Das 2. Arrondissement ist ein Arrondissement (Stadtbezirk) der südfranzösischen Stadt Marseille. 2008 lebten hier 25.227 Menschen.

## Lage und Stadtviertel
Es liegt in der Innenstadt Marseilles. Das Arrondissement umfasst den älteren Teil der Marseiller Hafens sowie das Altstadtviertel Quartier du Panier. Im Westen bildet das Mittelmeer die natürliche Grenze. Im Osten grenzt es an die Arrondissements 3, 14 und 15. Südlich befindet sich das 1. Arrondissement. Die Sanierungen in der Regierungszeit von Bürgermeister Jean-Claude Gaudin führten dazu, dass viele Einwohner mit tiefem Einkommen ins 3. Arrondissement abgedrängt wurden.
Das Arrondissement unterteilt sich in vier Stadtviertel:
- Arenc
- Les Grands Carmes
- Hôtel de Ville
- La Joliette

## Bevölkerungsentwicklung
| Jahr      | 1968  | 1975  | 1982  | 1990  | 1999  | 2008  |
| Einwohner | 39743 | 32974 | 31326 | 26801 | 24582 | 25227 |

## Kultur
Im Viertel befinden sich die Museen der Vieille-Charité, darunter das Museum für Mittelmeerarchäologie. Neben dem Kino Le Miroir gibt es auch drei Theater, insbesondere das Théâtre de Lenche. Musik kommt im Dock des Suds zum Zug, vor allem dann, wenn das Weltmusik-Festival Babel Med Music (März) in vollem Gang ist, oder wenn die Fiesta des Suds (Oktober) über die Bühne geht. Ein gemischtes Kulturprogramm mit verschiedenen Bühnenkünsten bieten Le Silo und Septembre en Mer. Im Veranstaltungskalender der Stadt hat das Fête du Panier im Juni besondere Bedeutung.

## Religion
Die vier römisch-katholischen Kirchen Les Accoules, Les Carmes, La Cathédrale de La Major und Saint-Laurent sind in Betrieb.